# Federação Beninense de Futebol
A Federação Beninense de Futebol (em francês: Fédération Béninoise de Football, ou FBF) é o órgão dirigente do futebol em Benim. Ela é filiada à FIFA, CAF e à WAFU. Ela é a responsável pela organização dos campeonatos disputados no país, bem como da Seleção Nacional.